# Валері Ларбо
Валері́ Ларбо́ (фр. Valery Larbaud, народився 29 серпня 1881 року, Віші — помер 2 лютого 1957 року, Віші) — французький письменник.

## Біографія

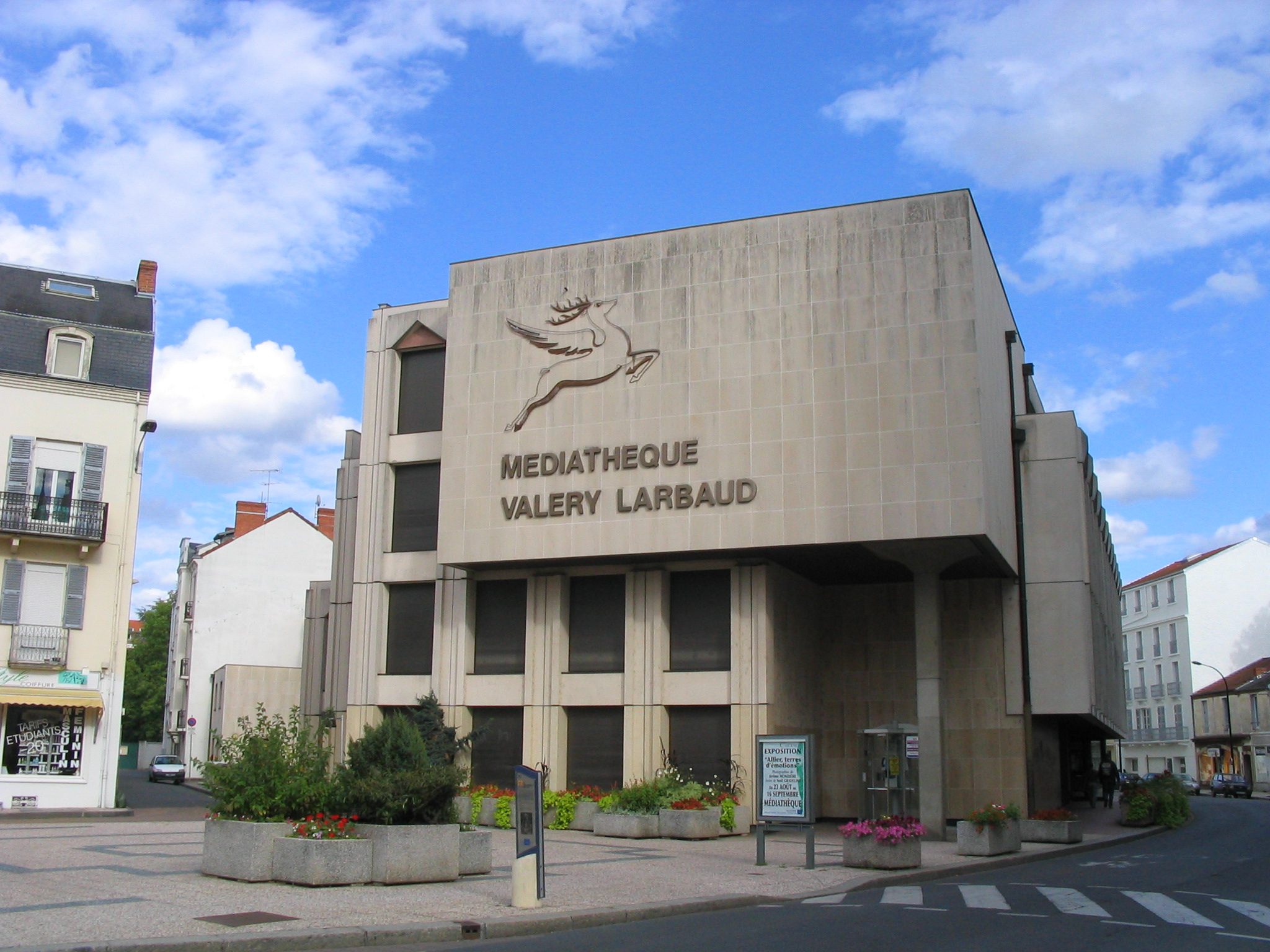
Медіатека імені Валері Ларбо (м. Віші)

Валері Ларбо народився 29 серпня 1881 року в місті Віші. Він був єдиним сином заможнього фармацевта Нікола Ларбо та Ізабель Бюро дез Етіво. 1889 року, коли Валері виповнилось 8 років, помер його батько. Ларбо закінчив школу в 1908 році. Цього ж таки 1908 року книжка Ларбо «Вірші заможнього аматора» (фр. Poèmes par un riche amateur) номінована на Гонкурівську премію, голос «за» віддав Октав Мирбо.
Великі батьківські статки (батько був власником одного із знаменитих джерел мінеральних вод у Віші — Vichy Saint-Yvore) дають можливість Валері Ларбо мандрувати Європою, не переймаючись жодними фінансовими проблемами. Ларбо веде життя денді й відвідує численні курорти, дбаючи про слабке здоров'я.
Його роман «Ферміна Маркез», опублікований в 1911 році, схвально сприйнятий читачами й одержує декілька голосів журі Гонкурівської премії. Роман присвячений юнацькому коханню й часто порівнюється з «Великим Мольном» (фр. Le Grand Meaulnes) Алена-Фурньє, написаним два роки пізніше.
Валері Ларбо володів англійською, німецькою, італійською й іспанською мовами й займався літературним перекладом. Переклав, зокрема твори Семюела Батлера, Джеймса Джойса, Джозефа Конрада, Вільяма Фолкнера та ін.
Валері Ларбо був у дружніх стосунках з Шарлем-Луї Філіппом, Андре Жидом, Леоном-Полем Фаргом, Джеймсом Джойсом та ін.
У 1935 році Валері Ларбо вразила тажка недуга (афазія) й решта 22 роки свого життя він проводить в інвалідському кріслі. Ларбо за ці роки розтратив усі свої успадковані гроші й був змушений продати в 1948 році власну бібліотеку з 15 000 томів містові Віші. Помер Ларбо в 1957 році у Віші.
Ларбо був великими бібліофілом та визнаним перекладачем. Книжки у його бібліотеці мали палітурки, колір яких залежав від мови: англійські романи — синього кольору, іспанські — червоного і т. д.

## Основні твори
- Poèmes par un riche amateur (1908).
- Fermina Márquez (1911)
- A.O. Barnabooth (1913)
- Enfantines (1918)
- Beauté, mon beau souci… (1920)
- Amants, heureux amants (1921)
- Mon plus secret conseil… (1923)
- Ce vice impuni, la lecture. Domaine anglais (1925)
- Allen (1927)
- Jaune bleu blanc (1927)
- Notes sur Racan (1928)
- Aux couleurs de Rome (1938)
- Ce vice impuni, la lecture. Domaine français (1941)
- Sous l'invocation de saint Jérôme (1944)
- Lettres à André Gide (1948)
- Chez Chesterton (1949)
- Ode à une blanchisseuse (1949)
- Journal inédit (tome I, 1954 ; tome II, 1955) Édition définitive, (2009)
- Du navire d'argent, (2003)
- 200 chambres, 200 salles de bains (2008)

Найважливіші твори Валері Ларбо зібрані в томі «Бібліотеки Плеяди» (фр. Bibliothèque de la Pléiade) видавництва Ґаллімар (перше видання — 1957 рік, друге видання —1984 рік).

## Визнання
У 1952 році Ларбо одержав Національну літературну премію. Його роман «Ферміна Маркез» є одним з найпопулярніших романів для юнацтва у Франції.
- Товариство друзів Валері Ларбо, засноване в 1957 році. Товаристо видає щорічник «Зошити друзів Валері Ларбо» (фр. Cahiers des Amis de Valery Larbaud), де публікуються останні дослідження життя й творчості письменника.
- Премія Валері Ларбо (фр. Le prix Valery Larbaud), заснована в 1967 році, її присуджують щороку в травні або червні в місті Віші.
- Його ім'ям названо також бібліотеку-медіатеку міста Віші, відкриту 1985 року.

Герой роману Жоржа Перека «Життя: інструкція з експлуатації» (фр. La vie: mode d'emploi») зветься Бартлебут — поєднання імен героя повісті Г.Мелвілла «Бартлбі» та персонажа Валері Ларбо, фіктивного автора збірки віршів та щоденників з однойменного твору «А. О. Барнабут».